# Eduard Hempel
Eduard Hempel (* 6. Juni 1887 in Pirna; † 12. November 1972 in Wildtal, Breisgau) war ein deutscher Diplomat in der Weimarer Republik und deutscher Botschafter in Irland in der Zeit des Nationalsozialismus.

## Leben
Eduard Hempel war Sohn eines Geheimen Regierungsrats. Er besuchte das Gymnasium in Bautzen und das Fridericianum in Davos und machte das Abitur in Wertheim. 
Das Jura-Studium beendete er 1910 mit dem ersten juristischen Staatsexamen und 1913 mit der Promotion an der Universität Leipzig. Nach dem einjährig freiwilligen Wehrdienst ging er 1912 in den sächsischen Justiz- und Verwaltungsdienst, wurde aber 1914 im Zuge des Ersten Weltkrieges als Leutnant der Reserve in den Kriegsdienst eingezogen, in dem er seit 1917 in der Militärverwaltung im besetzten Rumänien eingesetzt war. Das zweite juristische Staatsexamen legte er daher erst nach Kriegsende 1920 ab. 
1921 trat er in den sächsischen auswärtigen Dienst über und 1926 in den Auswärtigen Dienst des Deutschen Reiches, wo er von 1928 bis 1932 in Oslo eingesetzt war. Im Jahr 1928 war er in die Deutsche Volkspartei (DVP) des damaligen Außenministers Gustav Stresemann eingetreten. Von 1932 bis 1937 war Hempel als Referatsleiter in Berlin eingesetzt. 
Am 22. Juni 1937 wurde er in der Republik Irland als Nachfolger des verstorbenen Gesandten Wilhelm von Kuhlmann akkreditiert. Obwohl die Iren keinen Nationalsozialisten als Gesandten gewollt hatten, trat er nach Ablauf der Mitglieder-Aufnahmesperre der NSDAP zum 1. Juli 1938 der NSDAP bei (Mitgliedsnummer 6.087.607). In Irland gab es eine sehr aktive Gruppe der NSDAP-Auslandsorganisation, die auch in Spionageaktivitäten verwickelt war.
Hempel erreichte in den Folgejahren, dass die Republik Irland ihre Neutralität zwischen dem nationalsozialistischen Deutschland und den Alliierten beibehielt, was aus Sicht der deutschen Außenpolitik den Kriegseintritt der Vereinigten Staaten verzögern half.
Zu einem besonderen diplomatischen Akt kam es, als der Taoiseach Éamon de Valera und Außenstaatssekretär Joseph Walshe am 2. Mai 1945 einen offiziellen Kondolenzbesuch zum Tode des Reichskanzlers Adolf Hitler in Hempels Botschafterresidenz in der Sloperton Road in Dún Laoghaire machten. Auch der irische Präsident Douglas Hyde kam noch am Folgetag. Hempel habe bei dem Besuch einen niedergeschlagenen und untröstlichen (crying repetitively "it's all so humiliating") Eindruck gemacht.
Hempel vertrat noch nach der bedingungslosen Kapitulation der Wehrmacht am 8. Mai 1945 die Regierung Dönitz. Als der US-amerikanische Gesandte David Gray im Namen der Siegermächte am 10. Mai die Botschaft und deren Archiv übernahm, waren dort alle interessanten Akten bereits vernichtet; das restliche Inventar wurde in Belfast verkauft.
De Valera gewährte Hempel und anderen Gesandtschaftsangehörigen nach Kriegsende Asyl, obschon die Alliierten seine Auslieferung verlangten und Hempel wie andere Angehörige des Auswärtigen Amtes für längere Zeit im Nürnberger Zeugengefängnis interniert worden wäre. Hempel und seine Frau hielten sich mit dem Betrieb einer Bäckerei über Wasser. Er kehrte 1949 nach Deutschland zurück und wurde in Stade als „Kategorie fünf – entlastet“ entnazifiziert. Hempel wurde am 31. Januar 1950 als „Gesandter zur Wiederverwendung“ in den Auswärtigen Dienst der Bundesrepublik Deutschland aufgenommen und am 18. Dezember 1951 in den Ruhestand versetzt, womit ihm seine Pensionsansprüche als Botschafter a. D. gesichert waren. Hempels zweiter Mann in der Botschaft war der Gesandtschaftssekretär Henning Thomsen, der, obwohl überzeugter Nationalsozialist und SS-Offizier, auch in der Bundesrepublik noch eine diplomatische Karriere machte.

## Ehe und Familie
Hempel war seit 1928 mit Eva Ahlemann (* 1907) verheiratet, einer Tochter des der Offiziers und Reichstagsabgeordneten Georg Ahlemann. Sie hatten fünf Kinder.

## Schriften
- Die öffentliche Sammlung des § 1914 BGB. Borna-Leipzig: Noske, 1913, Leipzig, Jur. Diss. v. 15. Okt. 1913.